# گزک (چاشنی)

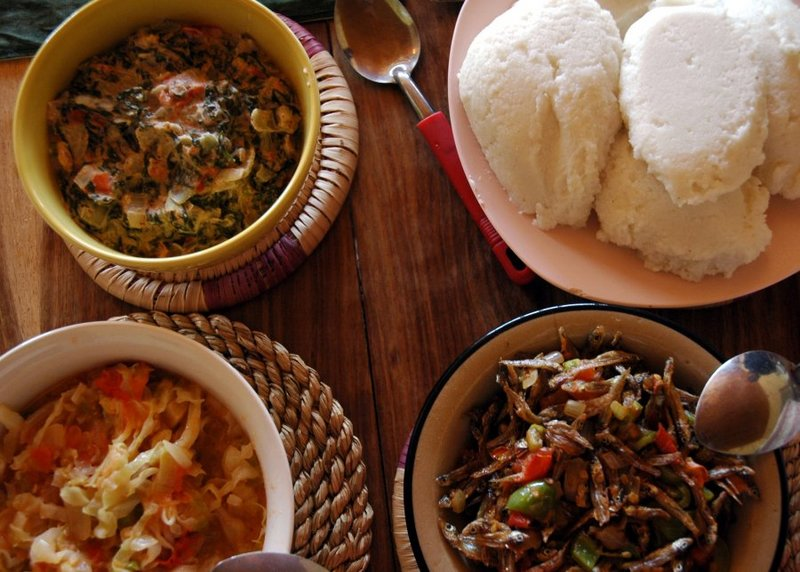
در اینجا از سه نوع گزک برای همراهی با اوگالی (در بالا سمت راست)، استفاده می‌شود. اوگالی یک فراورده آرد ذرت است که در غذاهای آفریقایی استفاده می‌شود.

گَزَک (انگلیسی: Relish) یک محصول پخته و ترشی است که از تره‌بار، میوه‌ها یا سبزی‌های خرد شده تهیه می‌شود و یک ماده غذایی است که معمولاً به عنوان چاشنی برای تقویت یک غذای اصلی استفاده می‌شود. به عنوان مثال می‌توان به چتنی‌ها و گزک‌های آمریکای شمالی، مربای خیارشور که با هات‌داگ یا همبرگر خورده می‌شود، اشاره کرد. در آمریکای شمالی، کلمه «گزک» اغلب برای توصیف انواع خیار شور ریز خرد شده مانند ترشی، شوید و گزک‌های شیرین استفاده می‌شود.

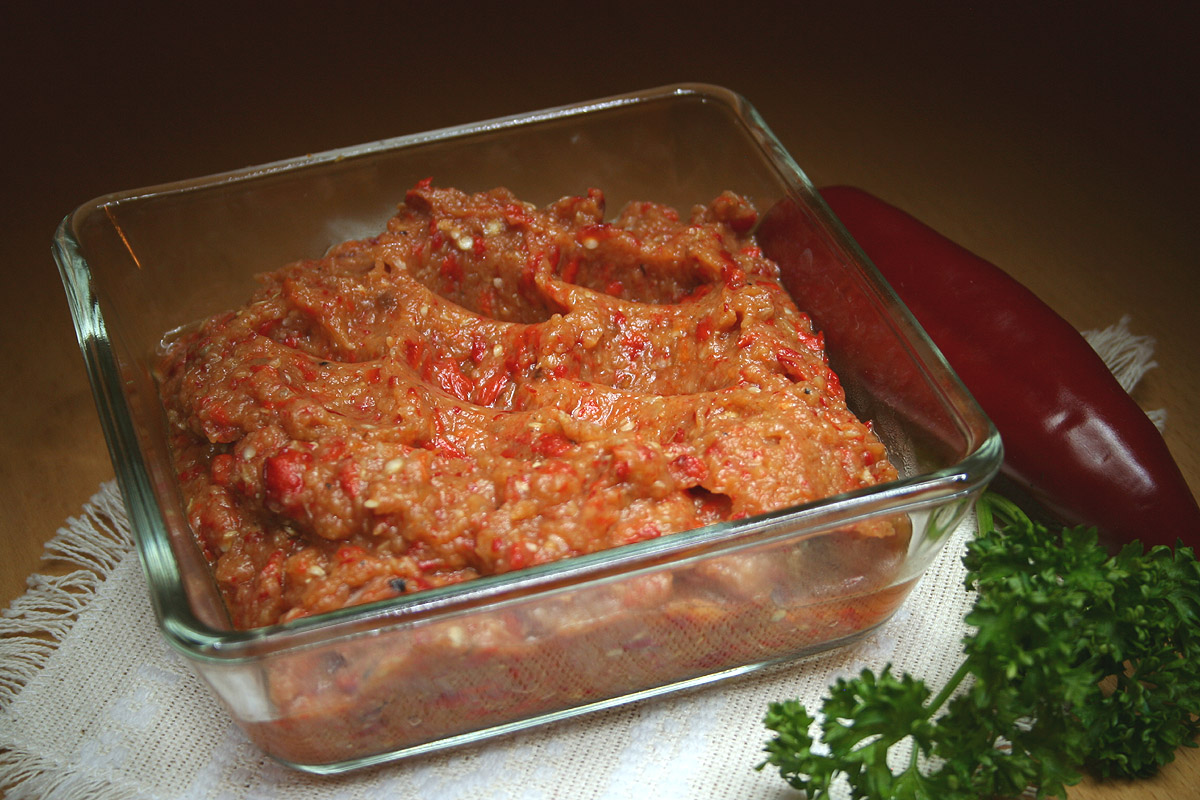
کیوپولو (Кьопоолу)، یک گزک از بالکان که از فلفل دلمه‌ای قرمز، بادنجان و سیر تهیه می‌شود.

گزک به‌طور کلی شامل قطعات قابل تشخیص سبزی یا میوه در یک سس است، اگرچه سس از نظر خصوصیات تابع قطعات سبزیجات یا میوه است. همچنین ممکن است در گزک از گیاهان استفاده شود، و برخی از خوراکی‌ها، مانند شرموله، کاملاً با استفاده از گیاهان و ادویه‌ها تهیه می‌شوند. گزک می‌تواند از یک نوع یا ترکیبی از سبزیجات و میوه تشکیل شده باشد که ممکن است به صورت درشت یا ریز خرد شده باشند. بافت آن بسته به نوع برش استفاده شده برای این مواد جامد متفاوت خواهد بود، اما به‌طور کلی طعم آن به نرمی چاشنی‌های سس، مانند کچاپ نیست. گزک معمولاً طعمی قوی دارد که به صورت مکمل همراه با غذا یا به‌طور کامل به صورت اضافه شده به غذای اولیه سرو می‌شود.

## انواع

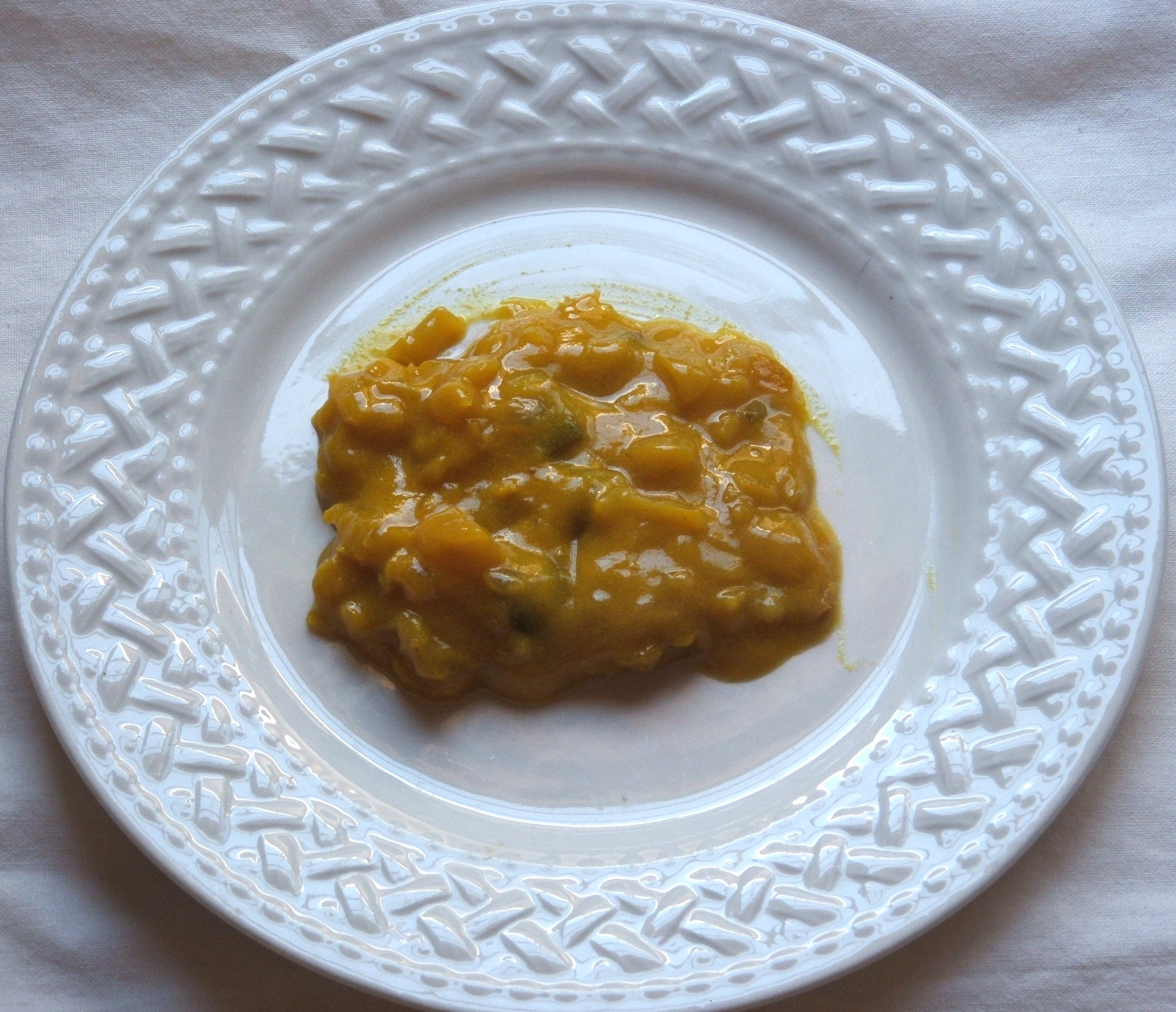
چاو چاو

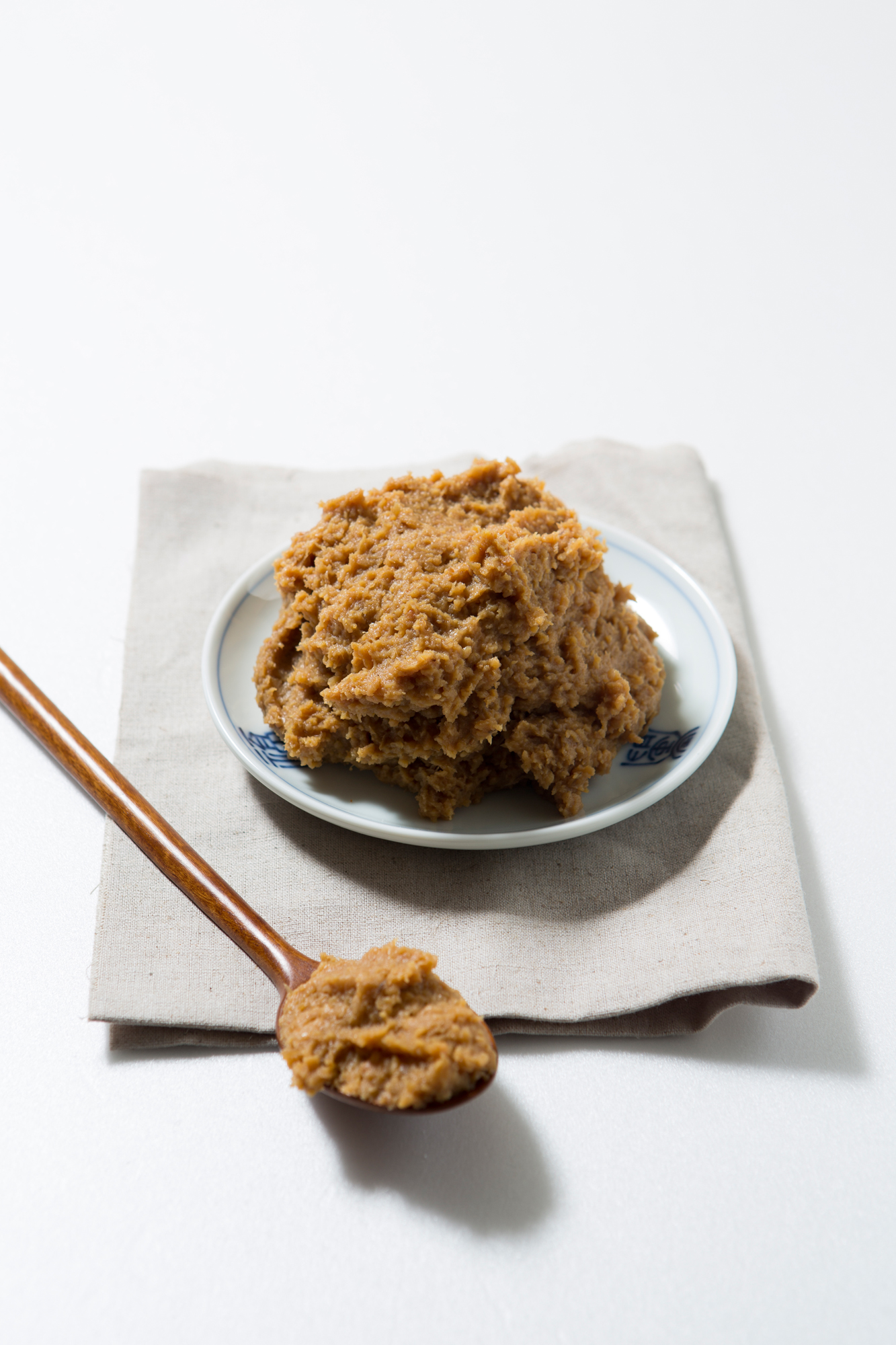
دوئنجانگ

این فهرستی از گزک‌های قابل توجه است.
- توت خرس
- شوید
- گوچوجانگ
- گلابی
- خیارشور
- سس سالسا

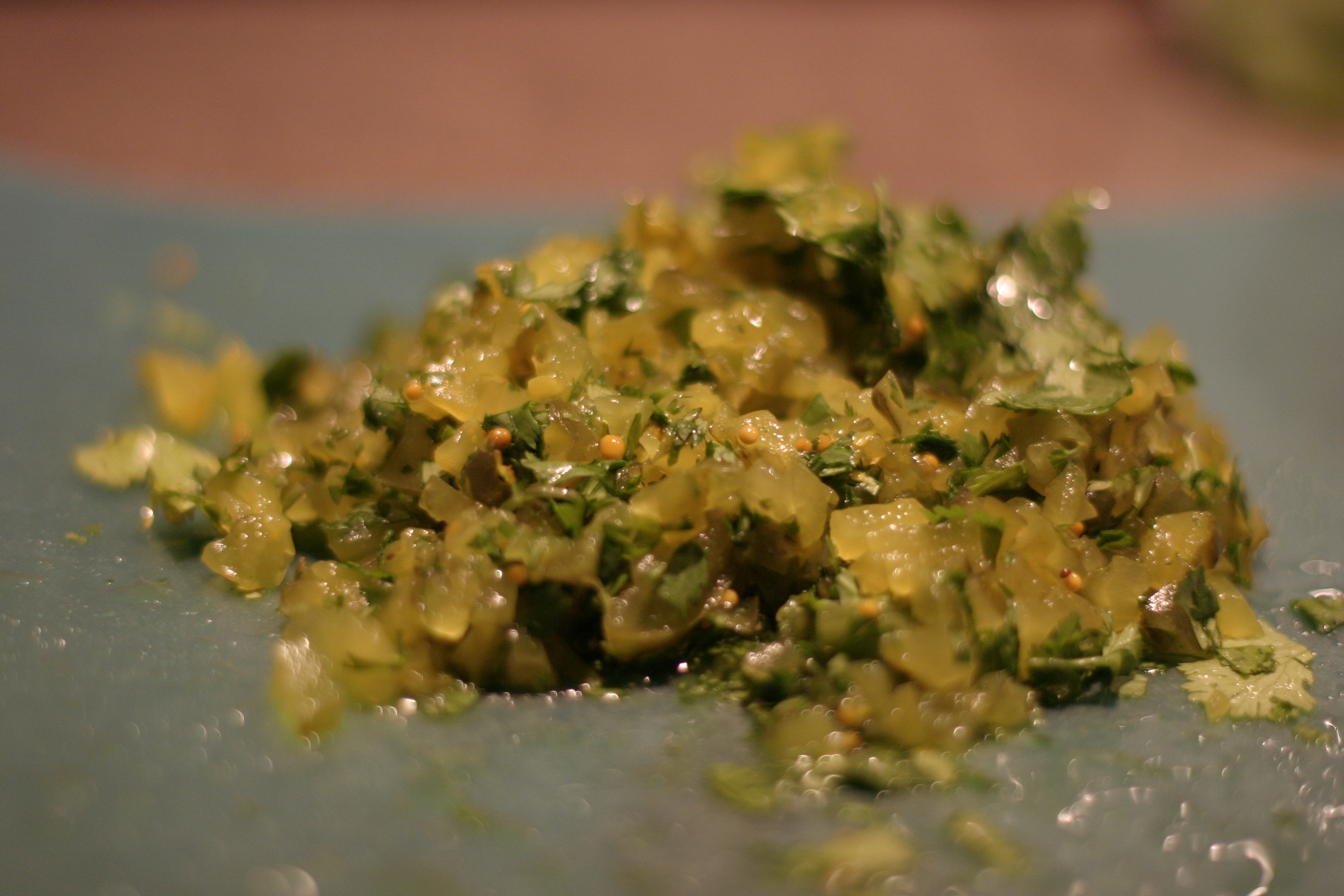
گزک خیارشور، که با افزودن گشنیز تهیه شده‌است

در ایالات متحده، رایج‌ترین گزک‌های تجاری موجود از خیارشور تهیه می‌شوند و در تجارت مواد غذایی با نام گزک خیارشور شناخته می‌شوند. گزک خیارشور یکی از رایج‌ترین پخشینه‌ها است که در ایالات متحده استفاده می‌شود دو نوع از آن عبارتند از: گزک همبرگر (گزک خیارشور در پایه کچاپ یا سس کچاپ) و گزک هات‌داگ (گزک خیارشور در پایه خردل یا سس خردل). یکی دیگر از خوراکی‌های تجاری که در ایالات متحده به راحتی در دسترس است، ذرت است. هاینز، ولاسیک و کلاسن در ایالات متحده به عنوان تولیدکنندگان خیارشور و گزک خیارشور معروف هستند. گزک سبک شیکاگو نوعی ترشی شیرین است که یک جزء استاندارد در هات‌داگ به سبک شیکاگو است. گزک ترشی یک ماده مهم در بسیاری از انواع سس تارتار نسخه آمریکایی است. 

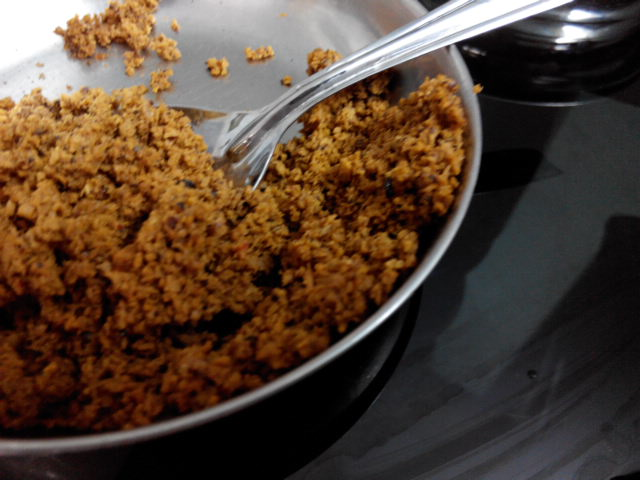
چتنی نارگیلی-انبه
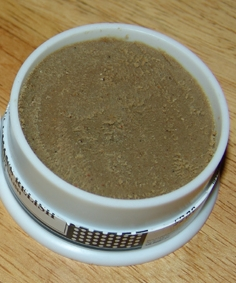
گزک جنتلمن
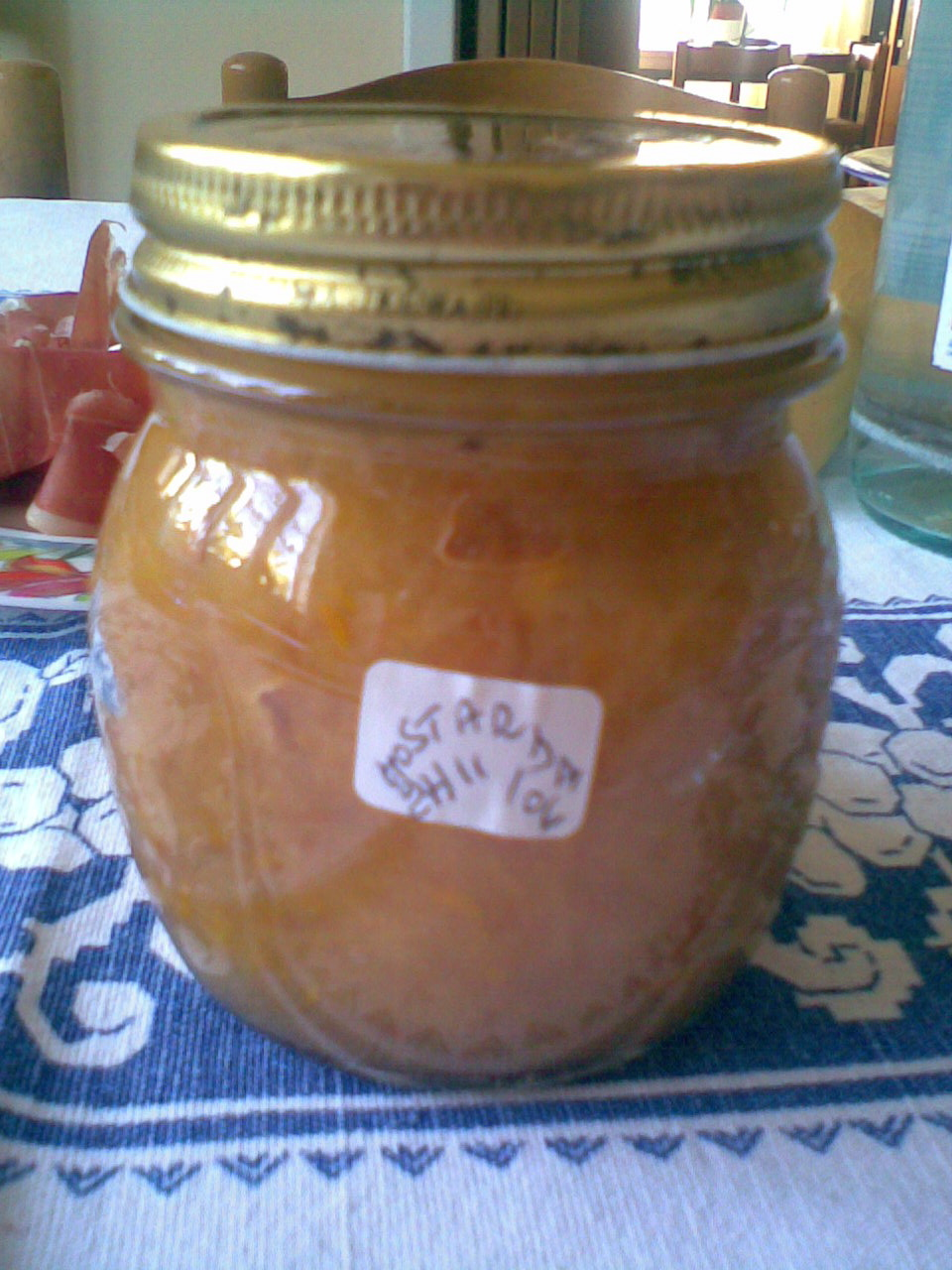
موستاردای خانگی